# Алієва Рахманіса Мамед кизи
Рахманіса Мамед кизи Алієва (1920, село Агмамедло, тепер село Агамедлі Марнеульський муніципалітет, Грузія — ?) — грузинська радянська діячка, колгоспниця колгоспу імені Свердлова Марнеульського району Грузинської РСР. Депутат Верховної ради СРСР 5-го скликання.

## Життєпис
Народилася в бідній селянській родині. Закінчила початкову школу.
З 1936 року — колгоспниця колгоспу імені Свердлова села Агмамедло (Агамедлі) Марнеульського району Грузинської РСР. Вирощувала високі врожаї тютюну та базиліки.
Член КПРС.
Подальша доля невідома.

## Нагороди
- медаль «За трудову доблесть»
- медалі